# 石屏柯
石屏柯（学名：Lithocarpus talangensis）为壳斗科柯属下的一个种。

## 扩展阅读
- 維基物種上的相關：石屏柯